# کبوترک سفید
کبوترک سفید (نام علمی: Xolmis irupero) نام یک گونه از سرده کبوترک‌ها است.